# Lunde (Nordfyns Kommune)
 For alternative betydninger, se Lunde (flertydig). (Se også artikler, som begynder med Lunde)
Lunde er en by på Fyn med 352 indbyggere  (2024), beliggende 12 km nord for Odense, 6 km øst for Søndersø og 6 km sydvest for Otterup. Byen hører til Nordfyns Kommune og ligger i Region Syddanmark.
Lunde hører til Lunde Sogn, og Lunde Kirke ligger i byen. Ved siden af kirken ligger børnehaven Græshoppen, der startede 1. december 1996 i den tidligere skole med egen gymnastiksal og scene. Skolen havde oprindeligt 7 klassetrin, til sidst 4.
Byen ligger langs Lunde Bygade, der strækker sig 2 km igennem byen. Der har været en Brugs, men den lukkede i starten af 1990'erne. Nu findes der en gårdbutik og diverse håndværkere.
Byen har gymnastikforeningen Lunde GIF, hvor der også bliver spillet både herre- og damefodbold.
Der er også et gymnastikhold i byen i samarbejde med Ældresagen.
Lunde har et forsamlingshus der ligger midt på Lunde Bygade, som er byens samlingspunkt. De afholder arrangementer såsom, Fastelavn, Dilettant, Oktoberfest, Mortens Aften, Fordrag og andre Kulturelle arrangementer.
I 2018 er der startet op med fællesspisning 10 gange om året, for at styrke fællesskabet i byen.

## Historie

### Jernbanen
Lunde havde station på Nordfyenske Jernbane (1882-1966). Byen blev af Postvæsenet betegnet Lunde Fyn for at undgå forveksling med Lunde J. i Vestjylland. Stationsbygningen ligger på Lunde Bygade 153 – stærkt ombygget, men skiltet med afstanden til Odense og Bogense sidder på gavlen mod nordøst. Mellem Beldringe og Lunde går en markvej, der følger banens tracé, og nordøst for stationen ses et lille stykke af tracéet som en forhøjning i græsset.